# Manzana Postobón Team
El Manzana Postobón Team (codi UCI: MZN) és un equip ciclista en ruta amb seu a Colòmbia, i amb categoria Continental professional.

## Història
Fundat el 2007, amb el nom de Colombia es Pasión, a partir de 2010, l'equip va tenir el patrocini de Cafè de Colòmbia. L'any següent va poder pujar a equip continental professional, però va esdevenir amateur un any més tard. El 2013, s'afilia un altre cop a l'UCI i torna a ser un equip continental.
El 2015 l'equip canvia de nom a Team Manzana Postobón i perd la categoria continental que recupera de cara el 2016. El 2017 torna a ser equip continental professional
No s'ha de confondre amb l'antic Postobón-Manzana, i malgrat tenir un temps el mateix nom, tampoc té res a veure amb l'antic Café de Colombia.

## Principals resultats
- Volta al Llac Qinghai: 2018 (Hernán Aguirre)
- Volta a la Xina I: 2018 (Sebastián Molano)

### A les grans voltes
- Giro d'Itàlia
  - 0 participacions
- Tour de França
  - 0 participacions
- Volta a Espanya
  - 1 participació: (2017)

## Composició de l'equip
| \| Llista de l'equip 2016 \| Llista de l'equip 2016 \| Llista de l'equip 2016 \| Llista de l'equip 2016 \| \| Ciclista \| Data de naixement \| Equip previ \| \| \| ------------------------------------------- \| ---------------------- \| ------------------------------------------ \| ---------------------- \| \| Hernán Aguirre Calpa \| 13 de desembre de 1995 \| \| \| \| Walter Steven Betancur (1 de gen–10 de set) \| 14 de gener de 1996 \| \| \| \| Hernando Bohórquez \| 22 de juny de 1992 \| Raza de Campeones-Lotería de Boyacá (2015) \| \| \| Peio Goikoetxea (1 de gen–10 de set) \| 14 de febrer de 1992 \| \| \| \| Sergio Higuita García \| 1 de agost de 1997 \| \| \| \| Sebastián Molano Benavides \| 4 de novembre de 1994 \| Colombia (2015) \| \| \| Daniel Muñoz \| 21 de novembre de 1996 \| \| \| \| Juan Felipe Osorio Arboleda \| 30 de gener de 1995 \| \| \| \| Wilmar Paredes Zapata \| 27 de abril de 1996 \| \| \| \| Hernán Darío Parra \| 28 de juliol de 1991 \| \| \| \| Tomás Restrepo (1 de gen–30 de juny) \| 17 de agost de 1993 \| \| \| \| Aldemar Reyes Ortega \| 22 de abril de 1995 \| GW Shimano (2014) \| \| \| Bernardo Suaza \| 28 de novembre de 1992 \| \| \| \| Marco Suesca (1 de gen–30 de juny) \| 11 de agost de 1994 \| \| \| \| Juan Pablo Villegas Cardona \| 15 de octubre de 1987 \| SmartStop (2015) \| \| \| \| \| \| \| \| Fonts: ProCyclingStats Cycling Archives \| \| \| \| |                        |                                            |  |
| Llista de l'equip 2016 |                        |                                            |  |
| Ciclista | Data de naixement      | Equip previ                                |  |
| Hernán Aguirre Calpa | 13 de desembre de 1995 |                                            |  |
| Walter Steven Betancur (1 de gen–10 de set) | 14 de gener de 1996    |                                            |  |
| Hernando Bohórquez | 22 de juny de 1992     | Raza de Campeones-Lotería de Boyacá (2015) |  |
| Peio Goikoetxea (1 de gen–10 de set) | 14 de febrer de 1992   |                                            |  |
| Sergio Higuita García | 1 de agost de 1997     |                                            |  |
| Sebastián Molano Benavides | 4 de novembre de 1994  | Colombia (2015)                            |  |
| Daniel Muñoz | 21 de novembre de 1996 |                                            |  |
| Juan Felipe Osorio Arboleda | 30 de gener de 1995    |                                            |  |
| Wilmar Paredes Zapata | 27 de abril de 1996    |                                            |  |
| Hernán Darío Parra | 28 de juliol de 1991   |                                            |  |
| Tomás Restrepo (1 de gen–30 de juny) | 17 de agost de 1993    |                                            |  |
| Aldemar Reyes Ortega | 22 de abril de 1995    | GW Shimano (2014)                          |  |
| Bernardo Suaza | 28 de novembre de 1992 |                                            |  |
| Marco Suesca (1 de gen–30 de juny) | 11 de agost de 1994    |                                            |  |
| Juan Pablo Villegas Cardona | 15 de octubre de 1987  | SmartStop (2015)                           |  |
| |                        |                                            |  |
| Fonts: ProCyclingStats Cycling Archives |                        |                                            |  |

| \| Llista de l'equip 2017 \| Llista de l'equip 2017 \| Llista de l'equip 2017 \| Llista de l'equip 2017 \| \| Ciclista \| Data de naixement \| Equip previ \| \| \| -------------------------------------------------------- \| ---------------------- \| ------------------------------------------ \| ---------------------- \| \| Hernán Aguirre Calpa \| 13 de desembre de 1995 \| \| \| \| Juan José Amador \| 20 de abril de 1998 \| \| \| \| Hernando Bohórquez \| 22 de juny de 1992 \| Raza de Campeones-Lotería de Boyacá (2015) \| \| \| Jetse Bol \| 8 de setembre de 1989 \| Join-S-De Rijke (2016) \| \| \| Jhojan García \| 10 de gener de 1998 \| \| \| \| Sergio Higuita García \| 1 de agost de 1997 \| \| \| \| Sebastián Molano Benavides \| 4 de novembre de 1994 \| Colombia (2015) \| \| \| Fernando Orjuela Gutiérrez \| 4 de novembre de 1991 \| \| \| \| Juan Felipe Osorio Arboleda \| 30 de gener de 1995 \| \| \| \| Wilmar Paredes Zapata \| 27 de abril de 1996 \| \| \| \| Antonio Piedra Pérez \| 10 de octubre de 1985 \| Funvic Soul Cycles-Carrefour (2016) \| \| \| Aldemar Reyes Ortega \| 22 de abril de 1995 \| GW Shimano (2014) \| \| \| Yecid Sierra \| 16 de agost de 1994 \| \| \| \| Bernardo Suaza \| 28 de novembre de 1992 \| \| \| \| Ricardo Vilela \| 18 de desembre de 1987 \| Caja Rural-Seguros RGA (2016) \| \| \| Juan Pablo Villegas Cardona \| 15 de octubre de 1987 \| SmartStop (2015) \| \| \| Luis Carlos Chia (1 de ago–31 de des, aprenent) \| 18 de febrer de 1997 \| \| \| \| Ever Rivera (1 de ago–31 de des, aprenent) \| 27 de desembre de 1991 \| \| \| \| Cristian Ruiz (1 de ago–31 de des, aprenent) \| 17 de maig de 1997 \| \| \| \| \| \| \| \| \| Fonts: ProCyclingStats Cycling Quotient Cycling Archives \| \| \| \| |                        |                                            |  |
| Llista de l'equip 2017 |                        |                                            |  |
| Ciclista | Data de naixement      | Equip previ                                |  |
| Hernán Aguirre Calpa | 13 de desembre de 1995 |                                            |  |
| Juan José Amador | 20 de abril de 1998    |                                            |  |
| Hernando Bohórquez | 22 de juny de 1992     | Raza de Campeones-Lotería de Boyacá (2015) |  |
| Jetse Bol | 8 de setembre de 1989  | Join-S-De Rijke (2016)                     |  |
| Jhojan García | 10 de gener de 1998    |                                            |  |
| Sergio Higuita García | 1 de agost de 1997     |                                            |  |
| Sebastián Molano Benavides | 4 de novembre de 1994  | Colombia (2015)                            |  |
| Fernando Orjuela Gutiérrez | 4 de novembre de 1991  |                                            |  |
| Juan Felipe Osorio Arboleda | 30 de gener de 1995    |                                            |  |
| Wilmar Paredes Zapata | 27 de abril de 1996    |                                            |  |
| Antonio Piedra Pérez | 10 de octubre de 1985  | Funvic Soul Cycles-Carrefour (2016)        |  |
| Aldemar Reyes Ortega | 22 de abril de 1995    | GW Shimano (2014)                          |  |
| Yecid Sierra | 16 de agost de 1994    |                                            |  |
| Bernardo Suaza | 28 de novembre de 1992 |                                            |  |
| Ricardo Vilela | 18 de desembre de 1987 | Caja Rural-Seguros RGA (2016)              |  |
| Juan Pablo Villegas Cardona | 15 de octubre de 1987  | SmartStop (2015)                           |  |
| Luis Carlos Chia (1 de ago–31 de des, aprenent) | 18 de febrer de 1997   |                                            |  |
| Ever Rivera (1 de ago–31 de des, aprenent) | 27 de desembre de 1991 |                                            |  |
| Cristian Ruiz (1 de ago–31 de des, aprenent) | 17 de maig de 1997     |                                            |  |
| |                        |                                            |  |
| Fonts: ProCyclingStats Cycling Quotient Cycling Archives |                        |                                            |  |

| \| Llista de l'equip 2018 \| Llista de l'equip 2018 \| Llista de l'equip 2018 \| Llista de l'equip 2018 \| \| Ciclista \| Data de naixement \| Equip previ \| \| \| --------------------------------------- \| ---------------------- \| ------------------------------------------ \| ---------------------- \| \| Hernán Aguirre Calpa \| 13 de desembre de 1995 \| \| \| \| Juan José Amador \| 20 de abril de 1998 \| \| \| \| Hernando Bohórquez \| 22 de juny de 1992 \| Raza de Campeones-Lotería de Boyacá (2015) \| \| \| Jetse Bol (1 de gen–31 de jul) \| 8 de setembre de 1989 \| Join-S-De Rijke (2016) \| \| \| Fabio Duarte Arévalo \| 11 de juny de 1986 \| EPM (2017) \| \| \| Jhojan García \| 10 de gener de 1998 \| \| \| \| Sergio Higuita García \| 1 de agost de 1997 \| \| \| \| Sebastián Molano Benavides \| 4 de novembre de 1994 \| Colombia (2015) \| \| \| Fernando Orjuela Gutiérrez \| 4 de novembre de 1991 \| \| \| \| Juan Felipe Osorio Arboleda \| 30 de gener de 1995 \| \| \| \| Wilmar Paredes Zapata \| 27 de abril de 1996 \| \| \| \| Jordan Parra \| 19 de abril de 1994 \| EPM (2017) \| \| \| Aldemar Reyes Ortega \| 22 de abril de 1995 \| GW Shimano (2014) \| \| \| Yecid Sierra \| 16 de agost de 1994 \| \| \| \| Bernardo Suaza \| 28 de novembre de 1992 \| \| \| \| Ricardo Vilela \| 18 de desembre de 1987 \| Caja Rural-Seguros RGA (2016) \| \| \| Juan Pablo Villegas Cardona \| 15 de octubre de 1987 \| SmartStop (2015) \| \| \| \| \| \| \| \| Fonts: ProCyclingStats Cycling Quotient \| \| \| \| |                        |                                            |  |
| Llista de l'equip 2018 |                        |                                            |  |
| Ciclista | Data de naixement      | Equip previ                                |  |
| Hernán Aguirre Calpa | 13 de desembre de 1995 |                                            |  |
| Juan José Amador | 20 de abril de 1998    |                                            |  |
| Hernando Bohórquez | 22 de juny de 1992     | Raza de Campeones-Lotería de Boyacá (2015) |  |
| Jetse Bol (1 de gen–31 de jul) | 8 de setembre de 1989  | Join-S-De Rijke (2016)                     |  |
| Fabio Duarte Arévalo | 11 de juny de 1986     | EPM (2017)                                 |  |
| Jhojan García | 10 de gener de 1998    |                                            |  |
| Sergio Higuita García | 1 de agost de 1997     |                                            |  |
| Sebastián Molano Benavides | 4 de novembre de 1994  | Colombia (2015)                            |  |
| Fernando Orjuela Gutiérrez | 4 de novembre de 1991  |                                            |  |
| Juan Felipe Osorio Arboleda | 30 de gener de 1995    |                                            |  |
| Wilmar Paredes Zapata | 27 de abril de 1996    |                                            |  |
| Jordan Parra | 19 de abril de 1994    | EPM (2017)                                 |  |
| Aldemar Reyes Ortega | 22 de abril de 1995    | GW Shimano (2014)                          |  |
| Yecid Sierra | 16 de agost de 1994    |                                            |  |
| Bernardo Suaza | 28 de novembre de 1992 |                                            |  |
| Ricardo Vilela | 18 de desembre de 1987 | Caja Rural-Seguros RGA (2016)              |  |
| Juan Pablo Villegas Cardona | 15 de octubre de 1987  | SmartStop (2015)                           |  |
| |                        |                                            |  |
| Fonts: ProCyclingStats Cycling Quotient |                        |                                            |  |

## Classificacions UCI

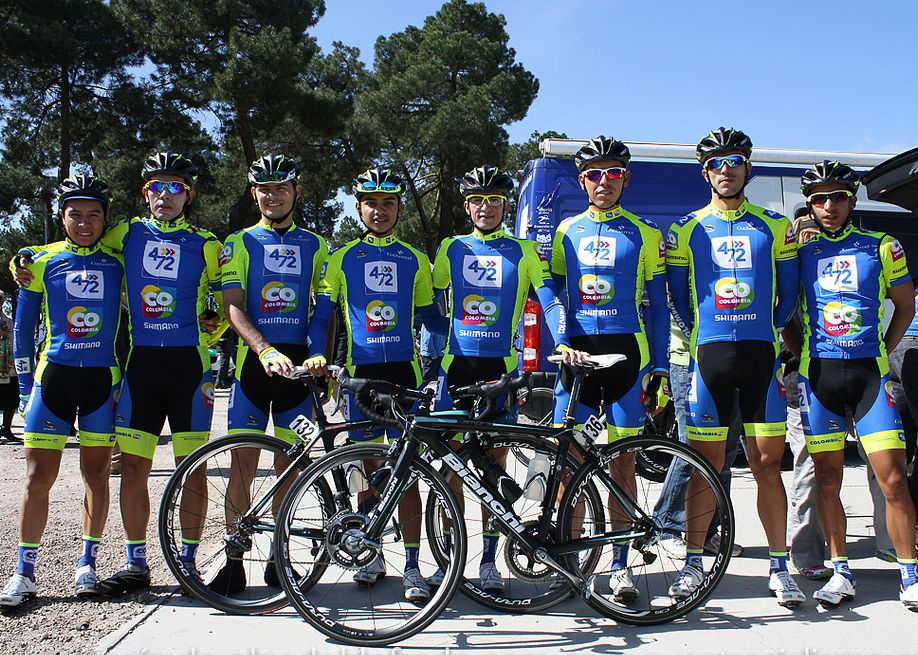
L'equip 4-72 Colombia a la Volta a Castella i Lleó de 2013

L'equip participa en les proves dels circuits continentals, principalment en les curses del calendari de l'UCI Amèrica Tour. Les taules de sota presenten les classificacions de l'equip en els diferents circuits, així com el millor ciclista en la classificació individual.
UCI Amèrica Tour
| Temporada | Classificació per equips | Millor ciclista en la classificació individual |
| --------- | ------------------------ | ---------------------------------------------- |
| 2007      | 12è                      | Wilson Marentes (74è)                          |
| 2008      | 7è                       | Fabio Duarte (18è)                             |
| 2009      | 8è                       | Sergio Henao (31è)                             |
| 2010      | 19è                      | Camilo Suárez (92è)                            |
| 2011      | 19è                      | Luis Felipe Laverde (62è)                      |
| 2013      | 12è                      | Edson Calderón (37è)                           |
| 2014      | 13è                      | Juan Pablo Villegas (21è)                      |
| 2016      | 40è                      | Sebastián Molano (316è)                        |
| 2017      | 12è                      | Sebastián Molano (18è)                         |
| 2018      | 10è                      | Sebastián Molano (4t)                          |

UCI Àsia Tour
| Temporada | Classificació per equips | Millor ciclista en la classificació individual |
| --------- | ------------------------ | ---------------------------------------------- |
| 2016      | 88è                      | Sebastián Molano (456è)                        |
| 2017      | 58è                      | Fernando Orjuela (200è)                        |
| 2018      | 8è                       | Hernán Aguirre (6è)                            |

UCI Europa Tour
| Temporada | Classificació per equips | Millor ciclista en la classificació individual |
| --------- | ------------------------ | ---------------------------------------------- |
| 2007      | 125è                     | Óscar Sánchez (967è)                           |
| 2008      | 95è                      | Jarlinson Pantano (378è)                       |
| 2009      | 55è                      | Sergio Henao (150è)                            |
| 2010      | 44è                      | Fabio Duarte (86è)                             |
| 2011      | 57è                      | Robinson Chalapud (277è)                       |
| 2013      | 58è                      | Juan Ernesto Chamorro (282è)                   |
| 2014      | 89è                      | Bernardo Suaza (214è)                          |
| 2016      | 90è                      | Aldemar Reyes (661è)                           |
| 2017      | 35è                      | Sebastián Molano (275è)                        |
| 2018      | 54è                      | Wilmar Paredes (271è)                          |